# Simson SR 50
Der SR 50 und der SR 80 sind Motorroller des VEB Fahrzeug- und Jagdwaffenwerks Ernst Thälmann Suhl und seiner Nachfolgeunternehmen im wiedervereinigten Deutschland. Das SR steht dabei für Simson Roller. Das Vorläufermodell war die Simson Schwalbe. Gleichwohl kann der SR 50 aufgrund seiner weitgehenden Neukonzeption nicht als Nachfolger der Schwalbe betrachtet werden. Die Produktion des SR 50 wurde nach der Wende und friedlichen Revolution in der DDR bis zur Insolvenz von Simson im Jahr 2002 fortgesetzt. Eine vom SR 50 abgeleitete dreirädrige Variante war das Simson SD 50.
Der SR 50 kann in Deutschland als Kleinkraftrad mit einem Versicherungskennzeichen zulassungsfrei gefahren werden (Führerscheinklasse AM). Das gilt entsprechend Einigungsvertrag  und Fahrerlaubnisverordnung auch für die 60-km/h-Versionen. Nach DDR-Recht waren Kleinkrafträder auf 60 km/h begrenzt, entsprechend der Übergangsregelung gilt dieses Recht weiterhin für Fahrzeuge, die vor dem 28. Februar 1992 erstmals in Verkehr gekommen sind.

## Geschichte

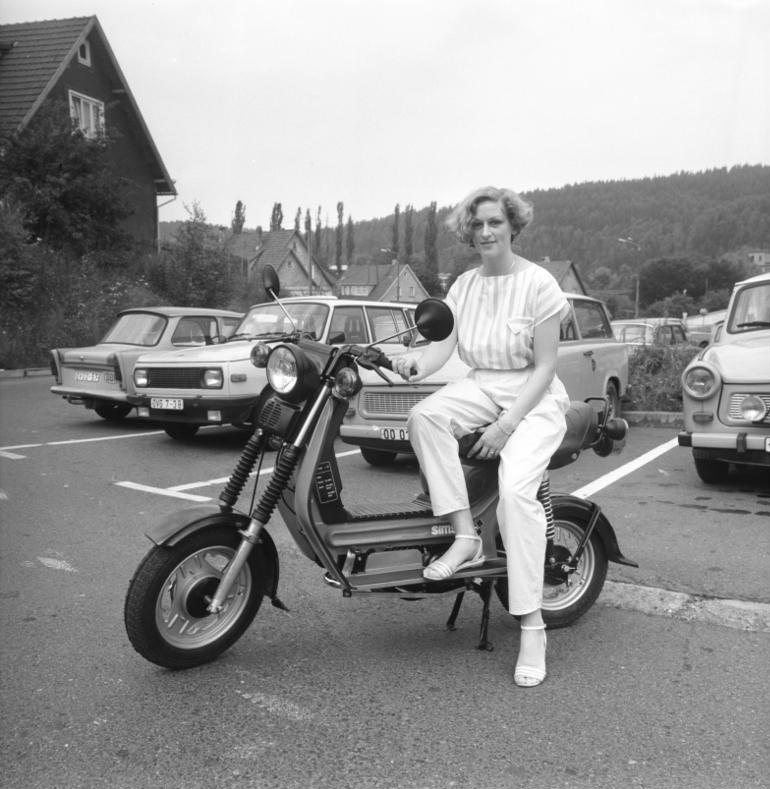
1985 wurde der SR 50 auf der Leipziger Herbstmesse vorgestellt

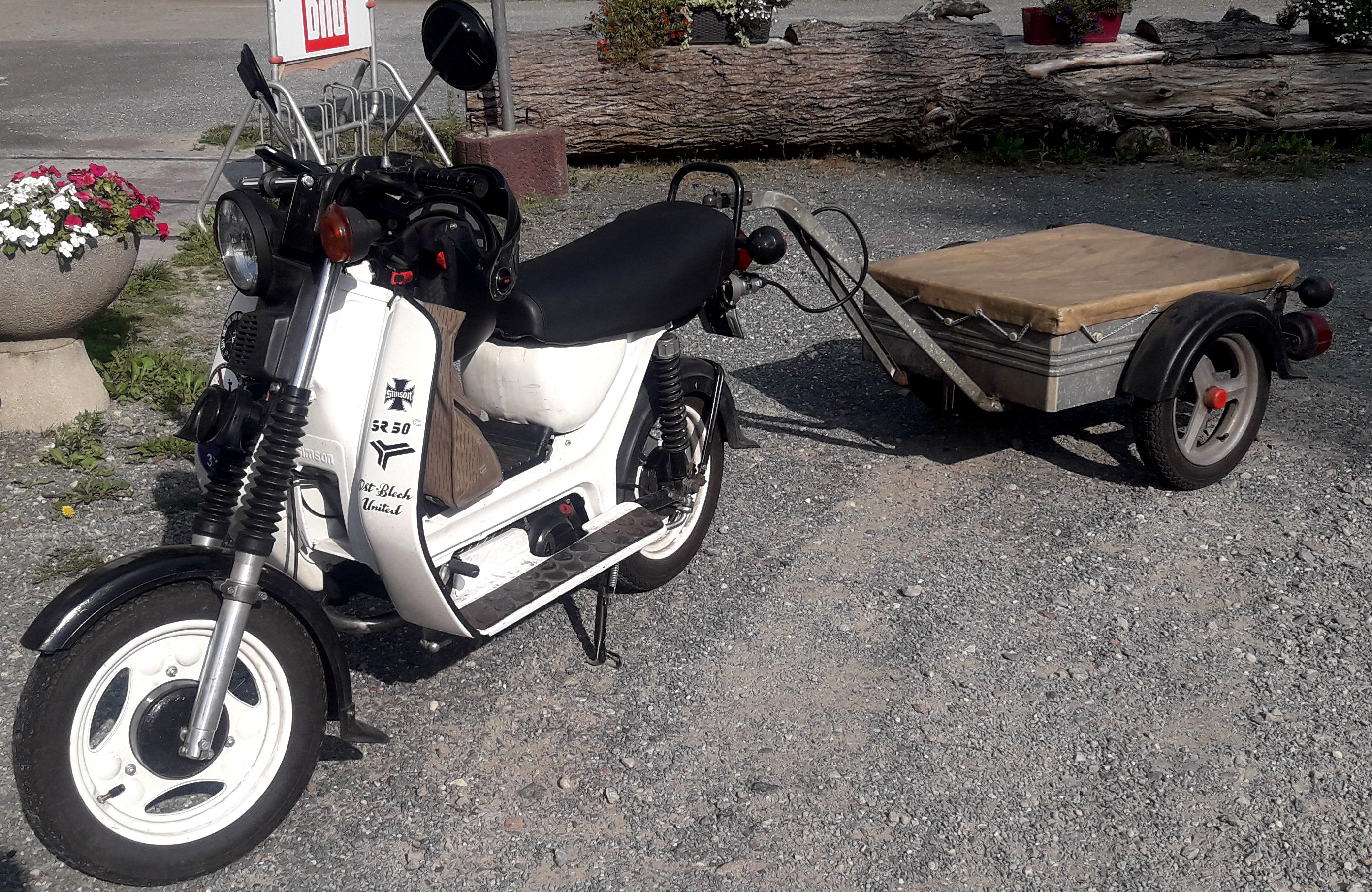
SR 50 CE von 1987 mit dem Anhängertyp MWH/RB

Der SR 50 löste im April 1986 den beliebten, aber konzeptionell veralteten Kleinroller KR51/2 „Schwalbe“ ab. Rahmen und Gestaltung wurden auf der Leipziger Herbstmesse 1985 prämiert, die Formgebung ging auf Karl Clauss Dietel und Lutz Rudolph zurück. Neu waren der Einsatz einer Telegabel und die für einen Roller untypisch großen 12-Zoll-Räder.
Der ausgereifte und durchzugsstarke Motor M541/M531 sowie die Abgasanlage und das Vergasersystem wurden nahezu unverändert vom Simson S 51 übernommen. Als Folge davon ist die Einbaulage des Motors im SR 50 jedoch eher ungünstig, ein „schiefer“ Ölstand und eine höhere Vibrationsentwicklung sind die Folge. Aus der unveränderten Übernahme des S-51-Motors resultiert außerdem eine weitere Besonderheit: die mit Gestänge nach vorn verlegte Betätigung der Fußschaltung, die dabei um 90° gegenüber einer normalen Motorradschaltung gedreht wurde. Das bedeutet, dass der erste Gang statt wie üblich nach unten beim SR 50 nach vorne eingelegt wird, die restlichen Gänge statt durch Anheben des Hebels mit der Fußspitze durch Druck mit der Schuhsohle nach hinten. In der Fachliteratur (KFT) wurde darauf hingewiesen, dass der 70-cm³-Motor des SR 80 die konstruktiv optimierte Variante ist, was sich in höherer Leistung bei weniger Benzinverbrauch im Vergleich zum 50-cm³-Motor bemerkbar macht. Die 50-cm³-Variante war also nicht aus technisch sinnvollen Gründen im Angebot, sondern wegen der Zulassungsbestimmung für Kleinkrafträder (Fahrzeuge bis 50 cm³).
Bis 1990 wurden über 200.000 SR 50 und SR80 produziert. Typisches DDR-Zubehör für den SR 50 waren Kniedecke, Kindersitz und Anhängerkupplung. Es wurde ein zum Design des SR 50 passender Anhängertyp mit 12″-Rädern entwickelt. Nach 1990 waren außerdem Windschutzscheibe, Topcase und Seitenkoffer als Zubehör erhältlich.
Der SR 50 war in einer größeren Anzahl verschiedener Ausstattungen erhältlich. Nach einer Unterbrechung 1991/92 wurde die Produktion des SR 50 wieder aufgenommen. Zusammen mit dem Simson S 53 machte er 95 % der gesamten Nachwende-Produktion bei Simson aus. Der als Nachfolger gedachte Simson SRA 50 Star wurde hingegen kein Erfolg.
Gegenwärtig ist der SR 50 noch im Alltagseinsatz auf ostdeutschen Straßen anzutreffen. Er genießt nicht die Popularität und den Kultstatus der Schwalbe. Die meisten SR 50 stammen aus DDR-Produktion, nach der Wende waren die Produktionszahlen viel geringer. Die Ersatzteilversorgung ist weitgehend gesichert: Der Simson-Nachfolger MZA Meyer-Zweiradtechnik Ahnatal GmbH produziert seit 2009 in der Niederlassung Suhl den alten 4-Gang-Motor (M541), der beim Simson SR 50, der S 51 sowie der letzten „Schwalbe“-Baureihe Verwendung fand, um den Altbestand an Fahrzeugen warten zu können.

## Modellreihen
Für den Simsonroller 50 gab es eine für DDR-Verhältnisse ungewöhnlich breite Vielfalt an Ausstattungen:

### 1986–1988
Die Variante „N“ hatte wie die S 51 N nur eine Minimalausstattung ohne Blinkanlage, Bleiakkumulator und Zündschloss. Sie spielte aber nur eine marginale Rolle. Aufgrund gesetzlicher Änderungen in der DDR, die eine Blinklichtanlage auch für Kleinkrafträder vorschrieben, endete die Produktion bereits 1987. Neupreis: 1880 Mark. Der SR 50 B3 verfügte zusätzlich über Batterie, Blinker und Zündschloss. Außerdem war bereits ein Seitengepäckträger dabei. Typische Lackierung war ein Weinrot/Dunkelbraun. Neupreis: 2190 Mark. Populärste Version war der SR 50 B4, der zusätzlich ein Kombi-Instrument und Viergangschaltung hatte. Die typische Lackierung war Beige/Dunkelbraun. Das Modell kostete 2365 Mark und war damit erheblich teurer als die bisher gefertigten Schwalbe-Modelle. Darüber hinaus gab es noch bessere Ausstattungen, die den meisten Interessenten aber zu teuer waren: Der SR 50 C mit fünffach verstellbaren Federbeinen, Elektronikzündung statt Unterbrecher, Zwölf-Volt-Elektrik, 35 Watt Scheinwerferleistung, zwei großen Rückspiegeln und strukturierter Sitzbank. Die CE-Variante hatte darüber hinaus einen Elektrostarter. (Neupreis: 2885 Mark) Sämtliche Modelle waren bereits mit einem Bremslichtkontakt an der Vorderradbremse ausgestattet.
Das Spitzenmodell SR80 CE war bereits ein Leichtkraftrad. Der auf 70 cm3 vergrößerte Motor leistete 5,6 PS und brachte den Roller auf eine Höchstgeschwindigkeit von 75 km/h. (Neupreis 1987: 2995 Mark) Wegen der Kennzeichenpflicht hielt sich der Verkaufserfolg jedoch in Grenzen.
|                       | SR 50 N                                | SR 50 B3                               | SR 50 B4                               | SR 50 C                                                     | SR 50 CE                                                    | SR80 CE                                                     |
| --------------------- | -------------------------------------- | -------------------------------------- | -------------------------------------- | ----------------------------------------------------------- | ----------------------------------------------------------- | ----------------------------------------------------------- |
| Motor                 | Einzylinder-Zweitakt-Ottomotor         | Einzylinder-Zweitakt-Ottomotor         | Einzylinder-Zweitakt-Ottomotor         | Einzylinder-Zweitakt-Ottomotor                              | Einzylinder-Zweitakt-Ottomotor                              | Einzylinder-Zweitakt-Ottomotor                              |
| Typ                   | M 531/2 KFS                            | M 531/2 KFS                            | M 541 KFS                              | M 541/1 EFS                                                 | M541 EFS                                                    | M 741 EFS                                                   |
| Hub × Bohrung         | 44 mm × 38 mm                          | 44 mm × 38 mm                          | 44 mm × 38 mm                          | 44 mm × 38 mm                                               | 44 mm × 38 mm                                               | 44 mm × 45 mm                                               |
| Hubraum               | 49,9 cm³                               | 49,9 cm³                               | 49,9 cm³                               | 49,9 cm³                                                    | 49,9 cm³                                                    | 69,9 cm³                                                    |
| Schmierung            | Gemisch 1:50                           | Gemisch 1:50                           | Gemisch 1:50                           | Gemisch 1:50                                                | Gemisch 1:50                                                | Gemisch 1:50                                                |
| Leistung              | 2,7 kW (3,7 PS) / 5500/min             | 2,7 kW (3,7 PS) / 5500/min             | 2,7 kW (3,7 PS) / 5500/min             | 2,7 kW (3,7 PS) / 5500/min                                  | 2,7 kW (3,7 PS) / 5500/min                                  | 4,1 kW (5,6 PS) / 6000/min                                  |
| Kühlung               | Fahrtwind                              | Fahrtwind                              | Fahrtwind                              | Fahrtwind                                                   | Fahrtwind                                                   | Fahrtwind                                                   |
| Getriebe              | 3-Gang-Fußschaltung                    | 3-Gang-Fußschaltung                    | 4-Gang-Fußschaltung                    | 4-Gang-Fußschaltung                                         | 4-Gang-Fußschaltung                                         | 4-Gang-Fußschaltung                                         |
| Inbetriebnahme        | Kickstarter                            | Kickstarter                            | Kickstarter                            | Kickstarter                                                 | Kick- und Elektrostarter                                    | Kick- und Elektrostarter                                    |
| Bordspannung          | 6 V                                    | 6 V                                    | 6 V                                    | 12 V                                                        | 12 V                                                        | 12 V                                                        |
| Rahmen                | Blech-Prägerahmen                      | Blech-Prägerahmen                      | Blech-Prägerahmen                      | Blech-Prägerahmen                                           | Blech-Prägerahmen                                           | Blech-Prägerahmen                                           |
| Radführung vorn       | Teleskopgabel, 130 mm Federweg         | Teleskopgabel, 130 mm Federweg         | Teleskopgabel, 130 mm Federweg         | Teleskopgabel, 130 mm Federweg                              | Teleskopgabel, 130 mm Federweg                              | Teleskopgabel, 130 mm Federweg                              |
| Radführung hinten     | Schwinge mit Federbein, 85 mm Federweg | Schwinge mit Federbein, 85 mm Federweg | Schwinge mit Federbein, 85 mm Federweg | Schwinge mit Federbein fünffach verstellbar, 85 mm Federweg | Schwinge mit Federbein fünffach verstellbar, 85 mm Federweg | Schwinge mit Federbein fünffach verstellbar, 85 mm Federweg |
| Bereifung             | 3,00 × 12"                             | 3,00 × 12"                             | 3,00 × 12"                             | 3,00 × 12"                                                  | 3,00 × 12"                                                  | 3,00 × 12"                                                  |
| Gewicht               | 80 kg                                  | 82 kg                                  | 83,5 kg                                | 86 kg                                                       | 88 kg                                                       | 88,5 kg                                                     |
| Höchstgeschwindigkeit | 60 km/h                                | 60 km/h                                | 60 km/h                                | 60 km/h                                                     | 60 km/h                                                     | 75 km/h                                                     |
| Bauzeit               | 1986–1987                              | 1986–1988                              | 1986–1988                              | 1986–1988                                                   | 1986–1988                                                   | 1986–1988                                                   |
| Stückzahl             | 6.740                                  | 96.430                                 | 96.430                                 | 16.750                                                      | 7.300                                                       | 1.880                                                       |

### 1989–1991

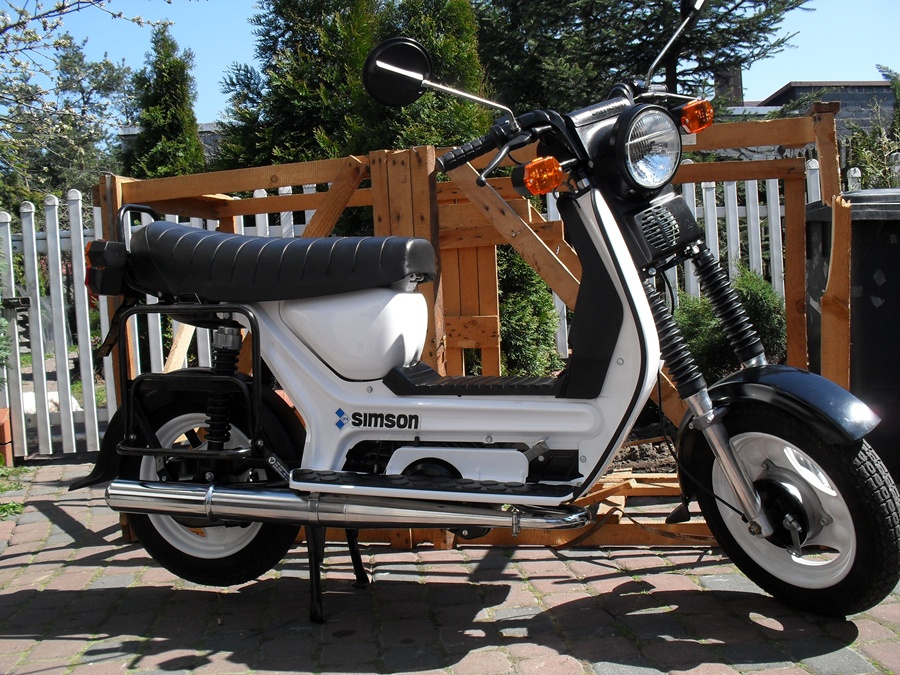
SR 50/1 CE von 1990, mit eckigen Blinkern

Ab Januar 1989 wurden sämtliche Modelle mit verbesserter Elektrik ausgestattet: 12 Volt, 35/35-W-Biluxlampe, und Bremsschlussleuchte 21/5 W, Batterie 12 V/5,5 Ah. Auch die strukturierte Sitzbank war nun für alle Modelle serienmäßig. Zudem wurde der Korrosionsschutz durch eine Plastpulverbeschichtung verbessert. Das Grundmodell hieß fortan SR 50/1 B. Für die „C“-Ausstattung kamen eine Halogenlampe HS1 (35/35 W) im Scheinwerfer und ein Wechselspannungsregler (EWR) hinzu, der eine stabilere Bordspannung gewährleistete. Nach wie vor hob sie sich auch durch Seitengepäckträger, fünffach verstellbare Federbeine, Elektronikzündung und die beiden 120-mm-Rückspiegel vom Grundmodell ab. Ebenfalls im Angebot waren der SR 50/1 CE und der SR80/1 CE. Äußerlich sind die /1-Modelle an den sechseckigen Blinkern sowie einem neu gestalteten eckigen Rücklicht zu erkennen.
Nach der Wende 1989/1990 wurden die Modelle zunächst unverändert weiterproduziert, allerdings in viel geringeren Stückzahlen. In Prospekten wurde ein Katalysator angekündigt, der jedoch nicht in die Serie übernommen wurde. Die nunmehr freie Presse konnte dem SR 50 attestieren, dass er „auch künftig eine berechtigte Chance auf unseren Straßen“ habe. Dennoch brach der Absatz ein. Die Nachfrage nach Ostprodukten war zu dieser Zeit generell sehr gering. 1991 musste die Produktion bis auf weiteres eingestellt werden.
| Motor                 | Einzylinder-Zweitakt-Ottomotor         | Einzylinder-Zweitakt-Ottomotor                              | Einzylinder-Zweitakt-Ottomotor                              | Einzylinder-Zweitakt-Ottomotor                              | Einzylinder-Zweitakt-Ottomotor | Einzylinder-Zweitakt-Ottomotor |
| Typ                   | M 542 KFS                              | M 542/1 KFS                                                 | M 542 EFS                                                   | M 742 EFS                                                   |                                |                                |
| Hub × Bohrung         | 44 mm × 38 mm                          | 44 mm × 38 mm                                               | 44 mm × 38 mm                                               | 44 mm × 45 mm                                               |                                |                                |
| Hubraum               | 49,9 cm³                               | 49,9 cm³                                                    | 49,9 cm³                                                    | 69,9 cm³                                                    |                                |                                |
| Schmierung            | Gemisch 1:50                           | Gemisch 1:50                                                | Gemisch 1:50                                                | Gemisch 1:50                                                |                                |                                |
| Leistung              | 2,7 kW (3,7 PS)* / 5500/min            | 2,7 kW (3,7 PS)* / 5500/min                                 | 2,7 kW (3,7 PS)* / 5500/min                                 | 4,1 kW (5,6 PS) / 6000/min                                  |                                |                                |
| Kühlung               | Fahrtwind                              | Fahrtwind                                                   | Fahrtwind                                                   | Fahrtwind                                                   |                                |                                |
| Getriebe              | 4-Gang-Fußschaltung                    | 4-Gang-Fußschaltung                                         | 4-Gang-Fußschaltung                                         | 4-Gang-Fußschaltung                                         |                                |                                |
| Inbetriebnahme        | Kickstarter                            | Kickstarter                                                 | Kick- und Elektrostarter                                    | Kick- und Elektrostarter                                    |                                |                                |
| Bordspannung          | 12 V                                   | 12 V                                                        | 12 V                                                        | 12 V                                                        |                                |                                |
| Rahmen                | Blech-Prägerahmen                      | Blech-Prägerahmen                                           | Blech-Prägerahmen                                           | Blech-Prägerahmen                                           |                                |                                |
| Radführung vorn       | Teleskopgabel, 130 mm Federweg         | Teleskopgabel, 130 mm Federweg                              | Teleskopgabel, 130 mm Federweg                              | Teleskopgabel, 130 mm Federweg                              |                                |                                |
| Radführung hinten     | Schwinge mit Federbein, 85 mm Federweg | Schwinge mit Federbein fünffach verstellbar, 85 mm Federweg | Schwinge mit Federbein fünffach verstellbar, 85 mm Federweg | Schwinge mit Federbein fünffach verstellbar, 85 mm Federweg |                                |                                |
| Bereifung             | 3,00 × 12"                             | 3,00 × 12"                                                  | 3,00 × 12"                                                  | 3,00 × 12"                                                  |                                |                                |
| Gewicht               | 83 kg                                  | 87 kg                                                       | 88,5 kg                                                     | 88,5 kg                                                     |                                |                                |
| Höchstgeschwindigkeit | 60 km/h*                               | 60 km/h*                                                    | 60 km/h*                                                    | 75 km/h                                                     |                                |                                |
| Bauzeit               | 1989–1991                              | 1989–1991                                                   | 1989–1991                                                   | 1989–1991                                                   |                                |                                |
| Stückzahl             | 51.350**                               | 20.380**                                                    | 4.500**                                                     | 950**                                                       |                                |                                |

* Bereits vor 1992 wurden für Westdeutschland und den Export einige SR 50 mit reduzierter Leistung und auf 50 km/h gedrosselter Höchstgeschwindigkeit produziert. Diese Fahrzeugen wurden unter dem Namen SR 50 Bunny beworben.
** Stückzahlen für die Jahre 1989–1990. Für 1991 liegen keine Zahlen vor, die Gesamtproduktion bei Simson umfasste 1991 allerdings nur 5000 Fahrzeuge.

### 1992–2002

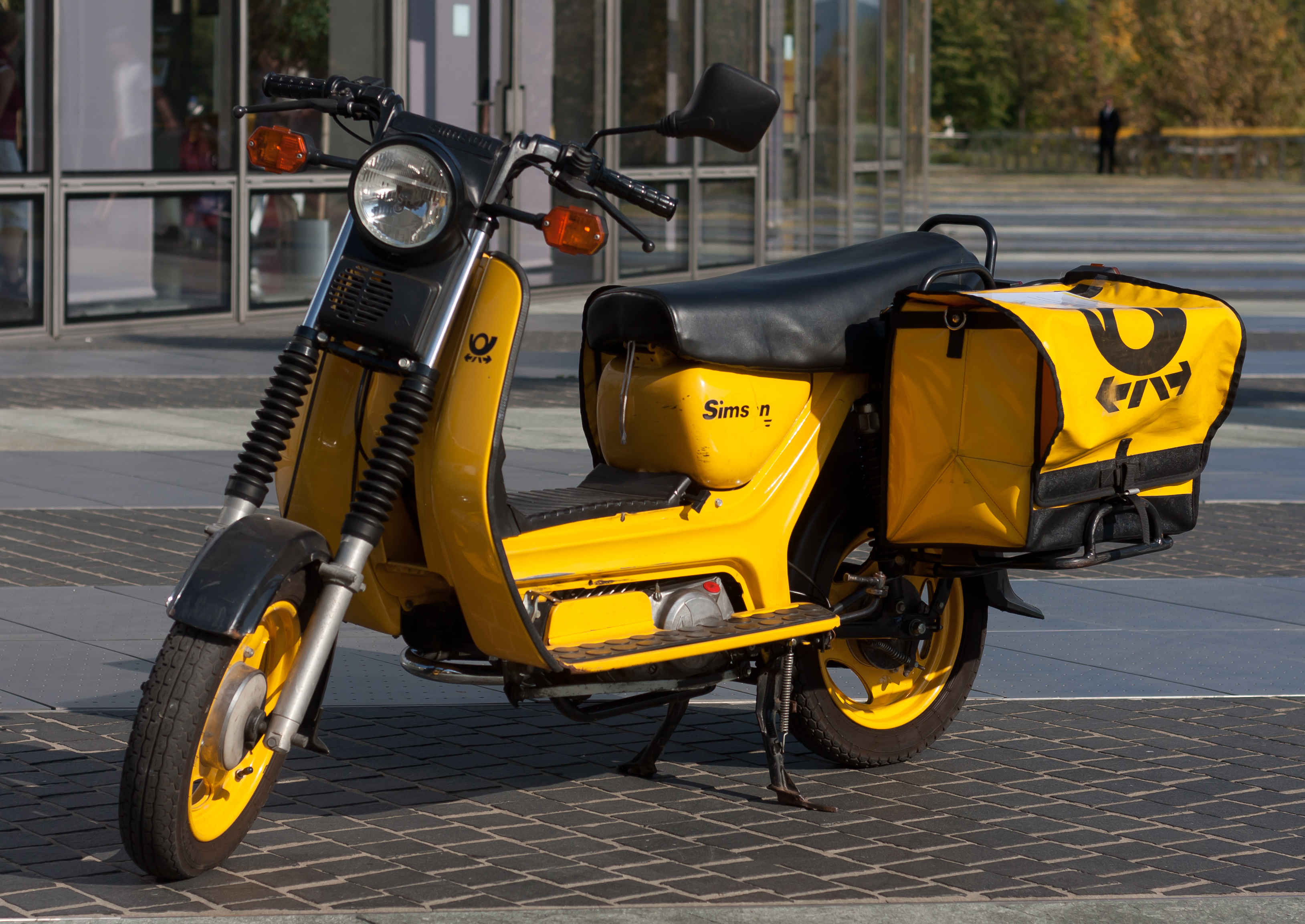
Simson SR 50/1 für den Postdienst, Baujahr 1995, 2,4 kW/49 cm³. Ausführung mit Elektrostarter.

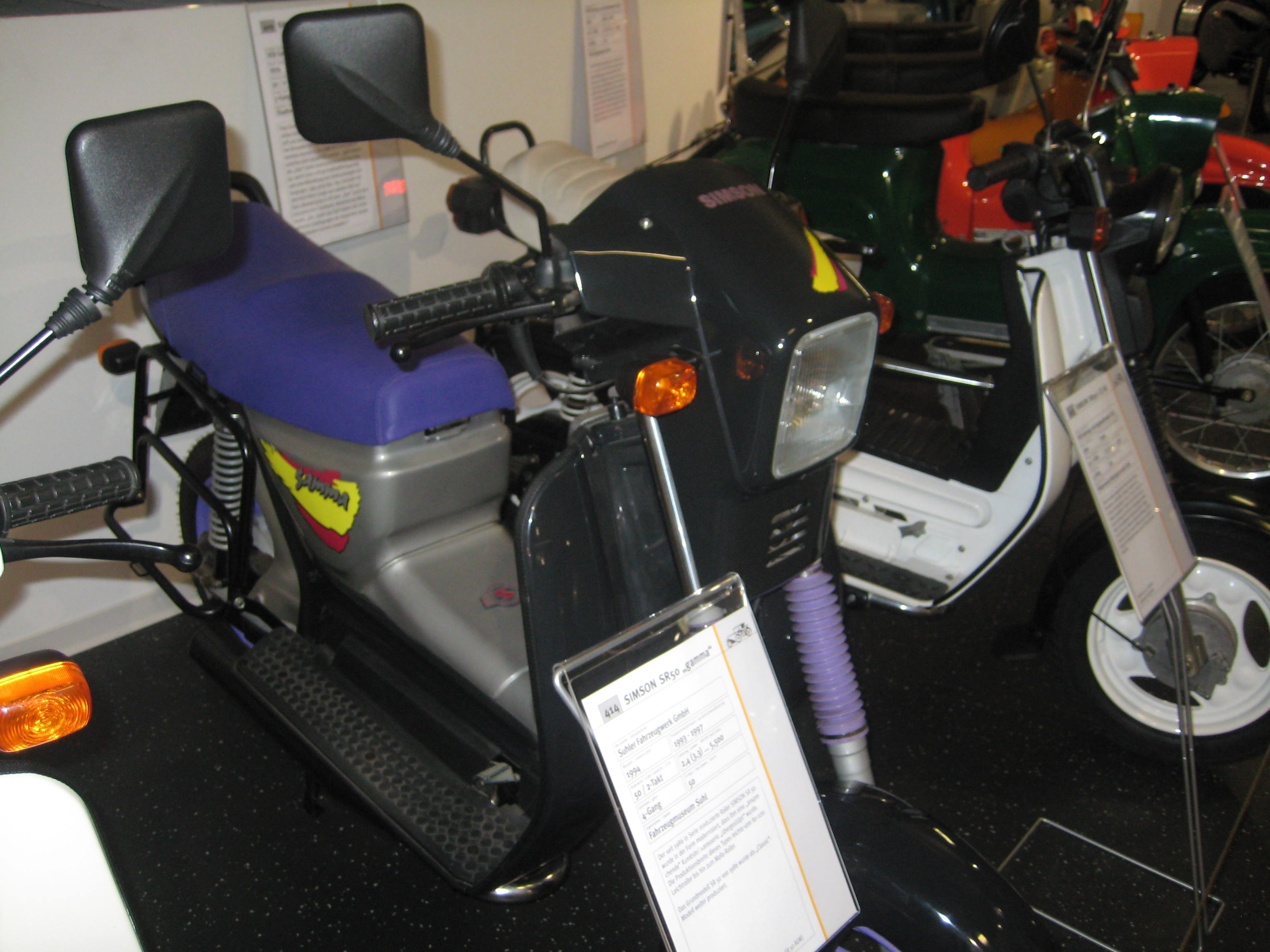
Simson gamma von 1994

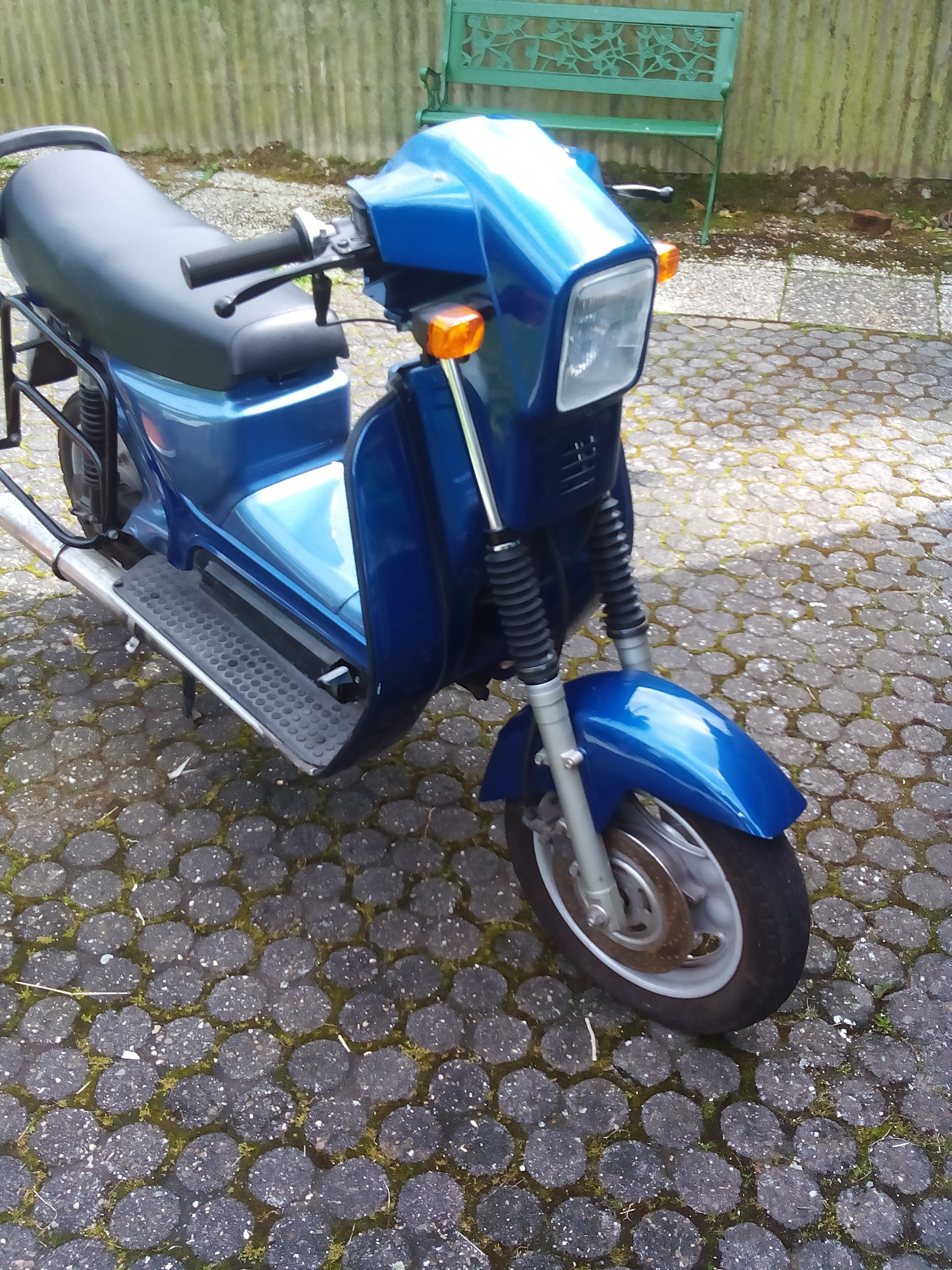
Simson SR 50 CE gamma

Mit der Neugründung einer Suhler Fahrzeugwerk GmbH wurde 1992 ein neuer Versuch unternommen und die Produktion der SR 50/1 und SR80/1 fortgesetzt – allerdings gemäß bundesdeutschem Recht mit nur noch 50 km/h Höchstgeschwindigkeit (nur noch 3,3 statt 3,7 PS Leistung). Die Ausstattung entsprach in etwa dem früheren Modell SR 50/1 C, wobei die Bezeichnung nun SR 50/1 B lautete. Eine bereits zu DDR-Zeiten angekündigte schwarz emaillierte Auspuffanlage wurde in die Serie übernommen.
Im Jahr 1993 erfolgte eine optische Aufwertung der SR-50-Modelle, die fortan als X-Serie bezeichnet wurden und den Modellnamen gamma trugen. Die Modelle sind an einer recht aufwändigen Kunststoffverkleidung und am eckigen Scheinwerfer zu erkennen. Auffällig waren auch die neuen Farben dem Zeitgeschmack entsprechend sowie ein anderes Kombiinstrument mit durch eine Knopfbatterie betriebener Uhr. Die SR-50/1-X-Modelle waren vorn wahlweise mit Trommelbremse (XG) oder einer Scheibenbremse von Grimeca (XC) ausgestattet. Mit E-Starter lautete die Modellbezeichnung XGE bzw. XCE. In der Variante als Leichtkraftrad SR80/1 war ausschließlich die XCE-Ausstattung lieferbar. Darüber hinaus gab es das SR 50 erstmals als Mofa in einer auf 25 km/h gedrosselten Variante. Die Sitzbank war einsitzig ausgeführt und die zul. Gesamtmasse auf 210 kg reduziert (sonst 260 kg). Das Mofa war nur mit Trommelbremsen als MXG und MXGE lieferbar. Abgesehen von den genannten Besonderheiten waren die Roller der X-Serie technisch weitgehend mit dem SR 50/1 identisch. Noch im Laufe des Jahres 1995 wurde die Produktion der X-Serie eingestellt. Die aufwändige Verkleidung und Ausstattung hatte die Kosten zu weit nach oben getrieben. Das obere Preissegment sollte fortan der neu entwickelte Scooter „Star 50“ mit Automatikgetriebe abdecken.
Der SR 50 wurde ab 1996 in seiner ursprünglichen Form als „Star Classic“ weiterproduziert. Das Kleinkraftrad wurde Star 50 Classic genannt, das Leichtkraftrad hieß Star 80 Classic und die Mofa-Ausführung Star 25 Basic (später auch als Star 25 classic bezeichnet). Dabei war jeweils nur eine Ausstattungsvariante ohne Elektrostarter im Angebot, die weitgehend mit dem früheren SR 50 C identisch war. Bis zum endgültigen Aus bei Simson verblieb der Star Classic als preiswertes Grundmodell im Fertigungsprogramm. Im Jahr 2002 lag der Neupreis bei 1790 Euro bzw. 1900 Euro für den Star 80 Classic. Es ist davon auszugehen, dass die im Jahr 2002 hergestellten SR 50 einen auf 45 km/h gedrosselten Motor hatten. Zu dieser Zeit wurden jedoch nur noch sehr wenige Fahrzeuge produziert. Von 1992 bis 2002 wurden bei Simson insgesamt 47.000 Zweiräder hergestellt, etwa die Hälfte davon waren SR-50-Typen. Mit diesen vergleichsweise geringen Stückzahlen lässt sich erklären, weshalb die meisten noch existierenden SR 50 aus der Zeit vor 1990 stammen.
|                       | SR 50/1 B, SR 50/1 XG/XC, Star 50 Classic                   | SR 50/1 MXG, MXGE, Star 25 Basic/Classic                    | SR 80/1 B, SR 80/1 XCE, Star 80 Classic                     |              |
| --------------------- | ----------------------------------------------------------- | ----------------------------------------------------------- | ----------------------------------------------------------- | ------------ |
| Motor                 | Einzylinder-Zweitakt-Ottomotor                              | Einzylinder-Zweitakt-Ottomotor                              | Einzylinder-Zweitakt-Ottomotor                              |              |
| Typ                   | M 543-50                                                    | M 533-25                                                    | M 742/M 743                                                 |              |
| Hub × Bohrung         | 44 mm × 38 mm                                               | 44 mm × 38 mm                                               | 44 mm × 45 mm                                               |              |
| Hubraum               | 49,9 cm³                                                    | 49,9 cm³                                                    | 69,9 cm³                                                    |              |
| Schmierung            | Gemisch 1:50                                                | Gemisch 1:50                                                | Gemisch 1:50                                                | Gemisch 1:50 |
| Leistung              | 2,4 kW (3,3 PS)* / 5500/min                                 | 1,15 kW (1,6 PS)* / 4250/min                                | 4,1 kW (5,6 PS) / 6000/min                                  |              |
| Kühlung               | Fahrtwind                                                   | Fahrtwind                                                   | Fahrtwind                                                   |              |
| Getriebe              | 4-Gang-Fußschaltung                                         | 3-Gang-Fußschaltung                                         | 4-Gang-Fußschaltung                                         |              |
| Inbetriebnahme        | Kickstarter, optional zusätzlich Elektrostarter             | Kickstarter, optional zusätzlich Elektrostarter             | Kick- und Elektrostarter                                    |              |
| Bordspannung          | 12 V                                                        | 12 V                                                        | 12 V                                                        |              |
| Rahmen                | Blech-Prägerahmen                                           | Blech-Prägerahmen                                           | Blech-Prägerahmen                                           |              |
| Radführung vorn       | Teleskopgabel, 130 mm Federweg                              | Teleskopgabel, 130 mm Federweg                              | Teleskopgabel, 130 mm Federweg                              |              |
| Radführung hinten     | Schwinge mit Federbein fünffach verstellbar, 85 mm Federweg | Schwinge mit Federbein fünffach verstellbar, 85 mm Federweg | Schwinge mit Federbein fünffach verstellbar, 85 mm Federweg |              |
| Bereifung             | 3,00 × 12" oder 90/90-12 54 J                               | 3,00 × 12" oder 90/90-12 54 J                               | 3,00 × 12" oder 90/90-12 54 J                               |              |
| Bremsen vorn          | wahlweise Trommel- oder Scheibenbremse                      | Trommelbremse                                               | Scheibenbremse                                              |              |
| Gewicht               | 83 kg                                                       | 88 kg                                                       | 84 kg                                                       |              |
| Höchstgeschwindigkeit | 50 km/h*                                                    | 25 km/h                                                     | 75 km/h                                                     |              |
| Bauzeit               | 1992–2002                                                   | 1992–2002                                                   | 1992–2002                                                   |              |
| Stückzahl             | ?                                                           | ?                                                           | ?                                                           |              |

* Im Jahr 2002 wurde der Star 50 Classic höchstwahrscheinlich mit auf 45 km/h reduzierter Geschwindigkeit ausgeführt.

### Elektroantrieb

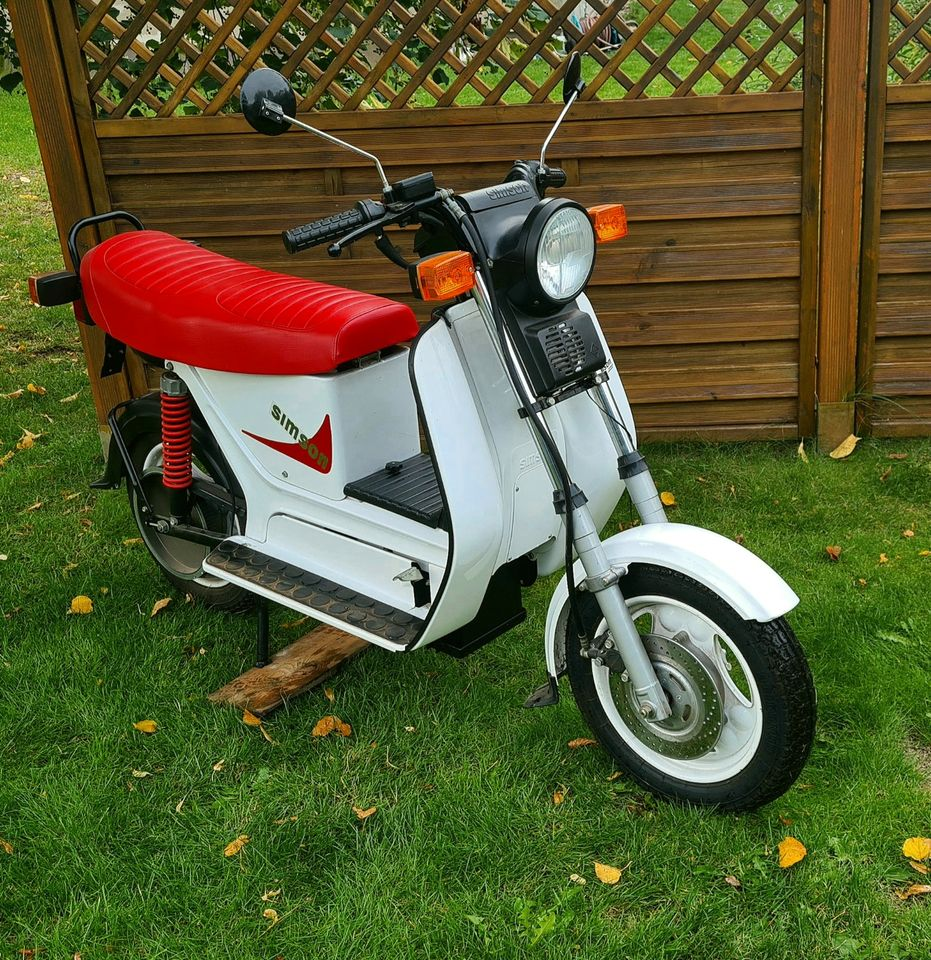
Simson SR 50-E, Prototyp von 1993

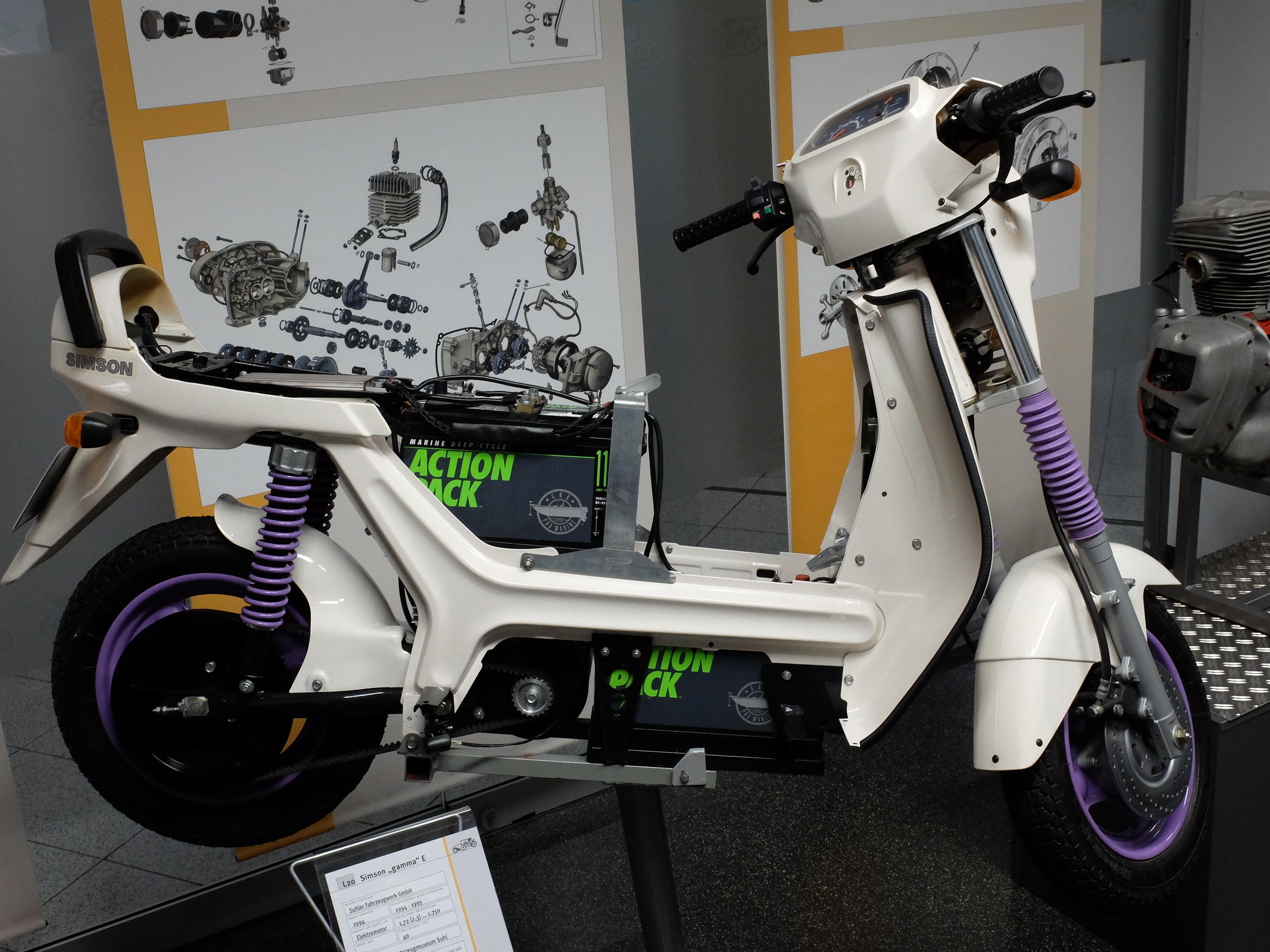
SR 50-E Serienausführung, entkleidet mit Blick auf die Akkus. (Fahrzeugmuseum Suhl)

In einer geringen Stückzahl wurde das Simson SR 50 mit einem Elektroantrieb ausgestattet. Noch zu DDR-Zeiten 1977 begannen die Entwicklungsarbeiten, 1989 stand der benötigte Elektromotor zur Verfügung. Der DC-Wandler ist eine Eigenkonstruktion von DDR-Ingenieuren, der Motorregler stammt aus US-amerikanischen Golfplatz-Elektroautos. 1990–1991 wurden erste Versuchsfahrzeuge erprobt, dann stand die Schließung des Simson-Werkes bevor. Die Entwicklung wurde zur Neugründung 1992 wieder aufgegriffen und eine Produktion in kleinem Umfang aufgenommen. Die Fahrzeuge wurden als Simson Gamma-E zum Stückpreis von 5759 DM angeboten. Damit war der SR 50 mit Elektromotor etwa doppelt so teuer wie der SR 50 gamma, der neben einer größeren Höchstgeschwindigkeit auch eine wesentlich größere Reichweite hatte. Der hohe Preis entstand hauptsächlich aufgrund der hohen Batteriekosten, eine Subvention für E-Scooter gab es nicht. Die Reichweite wird mit 40 bis maximal 65 km angegeben. Es gibt zwei Varianten, den Prototyp in Weiß-Rot mit der Optik des klassischen SR 50 und den Serienroller in Weiß-Lila in der typischen Nachwende-Optik der SR-50-Gamma-Modelle.
|                             | SR 50 gamma E                                       |
| --------------------------- | --------------------------------------------------- |
| Bauzeit                     | 1994–1996                                           |
| Motor                       | Luftgekühlter Gleichstrom-Reihenschluss-Motor       |
| Bordspannung Antriebssystem | 24 V                                                |
| Bordspannung Lichtanlage    | 12 V                                                |
| Batterie                    | 2 Stück Blei-Gel-Batterien, 12 V/115 Ah Action Pack |
| Batterieladung              | integriertes Ladegerät, etwa 1200 Zyklen            |
| Leistung                    | 1,7 kW / 1750 min−1                                 |
| Hinterradantrieb            | Zahnriemen                                          |
| Gewicht                     | 130 kg                                              |
| zul. Gesamtmasse            | 290 kg                                              |
| Höchstgeschwindigkeit       | 45 km/h, bei Talfahrt bis 85 km/h                   |
| Reichweite                  | max. 65 km                                          |
| Stückzahl                   | 112 laut Aussage des Entwicklungs-Ing.              |

## Testberichte
- SR 50 B4: KFT 5/1986 und 8/1986 sowie Der deutsche Straßenverkehr 8/1986
- SR 80 CE: KFT 9/1986 und 3/1987 sowie Der deutsche Straßenverkehr 2/1987
- SR 50 CE: KFT 6/1988 und 5,6/1990 sowie Der deutsche Straßenverkehr 12/1988

## Schwächen
Obwohl der SR 50 für den Alltagsbetrieb sehr empfohlen werden kann, hat er auch einige Schwächen:
Eine ist zum Beispiel die Motoraufhängung, die unter Umständen reißen kann. Weiterhin wurde berichtet, dass die Schweißnaht am Lenkkopflager bei hoher Belastung aufreißen kann. Davon ist allerdings nur das Baujahr 1987 betroffen, bei denen der Fertigungsroboter die linke Schweißnaht am Lenkkopflager falsch gezogen hat. Des Weiteren gab es häufig Probleme mit dem Krümmergewinde, das aufgrund des fehlenden dritten Angelpunktes der Auspuffanlage beschädigt wurde.
Weitere Nachteile: Der relativ mager eingestellte Vergaser ist zwar ein Beitrag zum Umweltschutz, reagiert aber relativ sensibel auf Unregelmäßigkeiten. SR 50 bis zum Baujahr 1988 neigen insbesondere an den Felgen stark zum Rosten. Die Trittbretter sind nicht vibrationsfrei. Der Elektrostarter der CE-Varianten wird zwar in damaligen Testberichten als funktionssicher beurteilt, bereitet nach einigen Jahren jedoch mitunter Probleme. Für den Notfall kann aber jederzeit der Kickstarter betätigt werden. Die Motorleistung ist gut, aber für dichten Stadtverkehr würde sich mancher ein Automatikgetriebe wünschen.
Die Grimeca-Scheibenbremse – zumindest die der XC-Serie – passt so eng in das Scheibenrad, dass es nach einer Reparatur Probleme mit dem Wiedereinbau geben kann. Da Roller nicht regelmäßig zur Hauptuntersuchung müssen, verwendete die Firma Simson zur Sicherung der Verbindung von Bremsscheibe und Bremsscheibenträger einen hochfesten Schraubenkleber – mit der Folge, dass es selbst qualifiziertem Fachpersonal nicht immer gelingt, die zum Wechsel der Bremsscheibe erforderliche Trennung beider Baugruppen ohne Beschädigungen durchzuführen.